# Мас Паис
Мас Паис («Больше страны» исп. Más País) — левоцентристская политическая партия Испании, основанная 25 сентября 2019 года под руководством Иньиго Эррехона — одного из создателей партии Подемос.

## Предшествующие события и создание
Предшественницей партии является другая политическая сила — Más Madrid, платформа, созданная Мануэлой Карменой (мэр Мадрида в 2015—2019 годах). После того, как Иньиго Эррехон в январе 2019 года принял решение покинуть Подемос, возглавляемую его некогда хорошим другом Пабло Иглесиасом, он примкнул к блоку Мануэлы Кармены. 7 февраля 2019 года они официально объявили о создании платформы Más Madrid. Во время муниципальных выборов в Мадриде партия имела большой успех, получив 30,94 % голосов и 19 мест в мадридском муниципалитете.
Спустя несколько месяцев после состоявшихся 28 апреля 2019 года парламентских выборов в Испании и ввиду разгорающегося политического кризиса, когда ведущие политические силы оказались не в силах сформировать Правительство, Иньиго Эррехон решает создать новую партию. Политическая сила, возникшая на платформе Más Madrid, получила название Más País. Также была создана коалиция с участием Compromís, Equo и Chunta Aragonesista.. Таким образом Эррехон расширил партию с муниципального до национального уровня. Официально о создании партии было объявлено 25 сентября 2019 года. Её лидер также заявил о своем намерении принять участие в новых парламентских выборах. Примечательно, что речь была произнесена в знаменательном историческом месте — в мадридской штаб-квартире Всеобщего союза трудящихся. Лозунгом партии стал слоган «Время умной политики» (исп. «Es hora de la política útil»).

## Идеология
С самого основания партии Иньиго Эррехон заявлял, что их основной задачей является аккумуляция голосов избирателей, приверженных левоцентристским ценностям и недовольных неудачей ведущих партий при попытке сформировать Правительство. Партия относится к левым и левоцентристским политическим силам. Участники политической платформы выступают за прогрессивное правительство, гендерное равенство, феминизм, экосоциализм и экополитологию. Более того, на официальном сайте партии среди основных направлений указаны: работа по обеспечению благосостояния для всех ущемленных групп населения, борьба за права сексуальных меньшинств, права животных, а также создание программ для рационального использования ресурсов.
Прежде всего, наша программа представляет более справедливый, более феминистский и более свободный проект для управления страной. Это национальный проект, под которым мы понимаем гарантии и обязательства. Мы сделаем все возможное для его осуществления после выборов 10 ноября.
Представленные меры направлены на то, чтобы Испания начала предпринимать необходимые меры уже сегодня, дабы противостоять вызовам, с которыми страна столкнется в следующем десятилетии.

## Предвыборная кампания
Для того, чтобы вступить в противостояние с ведущими политическими силами на выборах 10 ноября, Иньиго Эррехону было необходимо заручиться поддержкой не только Мадрида, но и всей страны в целом. С этой целью было создана коалиция с участием Compromís, Equo и Chunta Aragonesista во главе которой оказалась Más País. Партия была представлена в 18 провинциях из 50. Ввиду того, что политическая платформа была основана лишь 25 сентября, у её лидера было всего 1.5 месяца для того, чтобы заручиться поддержкой необходимой части избирателей для прохождения в Парламент и получения минимального количества мест. Подсчет голосов показал, что Más País набрала 2,3 % голосов избирателей, получив, таким образом, 3 из 350 мест в Парламенте, его целью было получить минимум 15.
Иньиго Эррезон заявил:
Это весьма скромный результат.
Помимо самого Эррехона, полученные места заняли Хоан Балдови, представитель Compromís, и Марта Игерас, которая была правой рукой Мануэлы Кармен.
В день публикации результатов парламентских выборов, Пабло Иглесиас, бывший друг и соратник Эррехона сделал заявление, во время которого упомянул: «Я хорошо знаю Эррехона и думаю, что этот день может быть самым сложным в его жизни. Сердечно его обнимаю». Лидер Más País в ответ выразил благодарность, сказав, что ему приятно принимать объятья, и передал своему политическому противнику идентичное послание.

## Критика
В ноябре 2019 года Иньиго Эррехон был подвергнут критике за резкое высказывание об покойном отце Сантьяго Абаскаля, лидера ультраправой партии Vox. Лидер Más País посоветовал членам Vox сорвать маски и вспомнить о том, как Абаскаль-отец в свое время принял 2 миллиона песет от Народной партии для покрытия ущерба, который он понес в виду деятельности террористической радикальной группировки ЭТА. Таким образом Эррехон планировал раскрыть истинную суть противостояния между Народной партией и политической платформы Абаскаля-младшего.
На следующий день после выборов раскритиковал новую политическую силу и основатель партии Подемос, Хуан Карлос Монедеро. Сам Иньиго Эррехон, до создания Más País, являлся правой рукой нынешнего лидера Подемос, однако после провала на апрельских выборах, покинул партию. «Ну и что, это того стоило?», — обратился Монедеро к своему молодому политическому оппоненту после того, как было объявлено, что на ноябрьских выборах Más País получила лишь 3 из 350 мест в Парламенте.